# Coupe Davis 2005
Pour un article plus général, voir Coupe Davis.
Navigation
Édition précédente Édition suivante
La Coupe Davis 2005 est la 94e édition de ce tournoi de tennis professionnel masculin par nations. Les rencontres se déroulent du 4 mars au 4 décembre dans différents lieux.
La Croatie remporte son 1er saladier d'argent grâce à sa victoire en finale face à la Slovaquie par trois victoires à deux. C'est la 12e nation à remporter la Coupe Davis.

## Contexte
Le "Groupe Mondial" de l'édition 2005 de la Coupe Davis met aux prises 16 équipes sélectionnées en fonction de leurs résultats durant l'édition précédente :
- les nations ayant atteint les quarts de finale (1re ligne),
- les nations ayant remporté leur match de barrage (2e ligne).

| Groupe Mondial |                |              |                  |                  |                |               |               |
| Espagne (V)    | États-Unis (F) | France (DF)  | Biélorussie (DF) | Suède (QF)       | Argentine (QF) | Suisse (QF)   | Pays-Bas (QF) |
| Australie (HF) | Chili (Gr I)   | Croatie (HF) | Tchéquie (HF)    | Slovaquie (Gr I) | Autriche (HF)  | Roumanie (HF) | Russie (HF)   |

Le tournoi se déroule en parallèle dans les groupes inférieurs des zones continentales, avec pour enjeu d'accéder au groupe supérieur. Un total de 130 nations participent à la compétition :
- 16 dans le "Groupe Mondial",
- 27 dans la "Zone Amérique",
- 34 dans la "Zone Asie/Océanie",
- 53 dans la "Zone Afrique/Europe".

## Déroulement du tournoi
À Bratislava sur dur, l'équipe croate conduite par Ivan Ljubičić et Mario Ančić remporte le saladier d'argent sur le score de 3 à 2. La finale fut très serrée et il fallut attendre le cinquième match pour voir Mario Ančić apporter le point décisif à son pays en battant en trois sets Michal Mertiňák remplaçant de Karol Beck blessé (et confondu pour dopage en 2006 sur des prélèvement fait lors de la demi finale de Coupe Davis 2005). Auparavant, Dominik Hrbatý avait égalisé à 2 partout en battant Ivan Ljubicic en cinq sets. Cette défaite empêcha Ivan Ljubičić de terminer la campagne avec douze victoires en douze matchs, un exploit que seul John McEnroe a réalisé en 1982. Mais Ljubičić fut l'élément central de cette campagne 2005 en battant des adversaires aussi réputés que Andy Roddick, Andre Agassi ou Nikolay Davydenko. Le Slovaque Karol Kučera prend sa retraite après la finale.
Toutes les victoires de la Croatie ont été apportées par seulement deux joueurs : Ivan Ljubičić et Mario Ančić. Nikola Pilić qui dirigeait l'équipe a également sélectionné Roko Karanušić et Ivo Karlović qui ont joué deux matchs sans enjeu et qu'ils ont par ailleurs perdu, ainsi que Željko Krajan, Goran Ivanišević et Saša Tuksar. Ivan Ljubičić a joué les 12 matchs possibles (4 doubles et 8 simples) et n'a perdu que le dernier en simple.

## Résultats

### Groupe mondial
Les nations vaincues au 1er tour jouent leur maintien pour le groupe mondial lors du tour de barrage. Les autres sont directement qualifiées pour le groupe mondial 2006.

#### Tableau
Les nations numérotées sont les têtes de série, selon le classement de la Fédération internationale de tennis au 27 septembre 2004.
|  | Huitièmes-de-finale 4 - 6 mars              | Huitièmes-de-finale 4 - 6 mars     |               |   | Quarts-de-finale 15 - 17 juillet  | Quarts-de-finale 15 - 17 juillet  |  |  | Demi-finales 23 - 25 septembre   | Demi-finales 23 - 25 septembre   |  |  | Finale 2 - 4 décembre             | Finale 2 - 4 décembre             |
|  | Huitièmes-de-finale 4 - 6 mars              | Huitièmes-de-finale 4 - 6 mars     |               |   | Quarts-de-finale 15 - 17 juillet  | Quarts-de-finale 15 - 17 juillet  |  |  | Demi-finales 23 - 25 septembre   | Demi-finales 23 - 25 septembre   |  |  | Finale 2 - 4 décembre             | Finale 2 - 4 décembre             |
|  |                                             |                                    |               |   |                                   |                                   |  |  |                                  |                                  |  |  |                                   |                                   |
|  | Bratislava, Slovaquie* (dur int.)           | Bratislava, Slovaquie* (dur int.)  |               |   | Bratislava, Slovaquie* (dur int.) | Bratislava, Slovaquie* (dur int.) |  |  | Bratislava, Slovaquie (dur int.) | Bratislava, Slovaquie (dur int.) |  |  | Bratislava, Slovaquie* (dur int.) | Bratislava, Slovaquie* (dur int.) |
|  | Bratislava, Slovaquie* (dur int.)           | Bratislava, Slovaquie* (dur int.)  |               |   | Bratislava, Slovaquie* (dur int.) | Bratislava, Slovaquie* (dur int.) |  |  | Bratislava, Slovaquie (dur int.) | Bratislava, Slovaquie (dur int.) |  |  | Bratislava, Slovaquie* (dur int.) | Bratislava, Slovaquie* (dur int.) |
|  | Slovaquie                                   | 4                                  |               |   | Bratislava, Slovaquie* (dur int.) | Bratislava, Slovaquie* (dur int.) |  |  | Bratislava, Slovaquie (dur int.) | Bratislava, Slovaquie (dur int.) |  |  | Bratislava, Slovaquie* (dur int.) | Bratislava, Slovaquie* (dur int.) |
|  | Slovaquie                                   | 4                                  |               |   | Bratislava, Slovaquie* (dur int.) | Bratislava, Slovaquie* (dur int.) |  |  | Bratislava, Slovaquie (dur int.) | Bratislava, Slovaquie (dur int.) |  |  | Bratislava, Slovaquie* (dur int.) | Bratislava, Slovaquie* (dur int.) |
|  | Espagne (1)                                 | 1                                  |               |   | Bratislava, Slovaquie* (dur int.) | Bratislava, Slovaquie* (dur int.) |  |  | Bratislava, Slovaquie (dur int.) | Bratislava, Slovaquie (dur int.) |  |  | Bratislava, Slovaquie* (dur int.) | Bratislava, Slovaquie* (dur int.) |
|  | Espagne (1)                                 | 1                                  | Slovaquie     | 4 |                                   |                                   |  |  | Bratislava, Slovaquie (dur int.) | Bratislava, Slovaquie (dur int.) |  |  | Bratislava, Slovaquie* (dur int.) | Bratislava, Slovaquie* (dur int.) |
|  | Fribourg, Suisse (dur int.)                 |                                    | Slovaquie     | 4 |                                   |                                   |  |  | Bratislava, Slovaquie (dur int.) | Bratislava, Slovaquie (dur int.) |  |  | Bratislava, Slovaquie* (dur int.) | Bratislava, Slovaquie* (dur int.) |
|  |                                             | Pays-Bas                           | 1             |   |                                   |                                   |  |  | Bratislava, Slovaquie (dur int.) | Bratislava, Slovaquie (dur int.) |  |  | Bratislava, Slovaquie* (dur int.) | Bratislava, Slovaquie* (dur int.) |
|  | Suisse (7)                                  | Pays-Bas                           | 1             | 2 |                                   |                                   |  |  | Bratislava, Slovaquie (dur int.) | Bratislava, Slovaquie (dur int.) |  |  | Bratislava, Slovaquie* (dur int.) | Bratislava, Slovaquie* (dur int.) |
|  | Suisse (7)                                  | Sydney, Australie (gazon ext.)     |               | 2 |                                   |                                   |  |  | Bratislava, Slovaquie (dur int.) | Bratislava, Slovaquie (dur int.) |  |  | Bratislava, Slovaquie* (dur int.) | Bratislava, Slovaquie* (dur int.) |
|  | Pays-Bas                                    | 3                                  |               |   |                                   |                                   |  |  | Bratislava, Slovaquie (dur int.) | Bratislava, Slovaquie (dur int.) |  |  | Bratislava, Slovaquie* (dur int.) | Bratislava, Slovaquie* (dur int.) |
|  | Pays-Bas                                    | 3                                  | Slovaquie     | 4 |                                   |                                   |  |  |                                  |                                  |  |  | Bratislava, Slovaquie* (dur int.) | Bratislava, Slovaquie* (dur int.) |
|  | Sydney, Australie (gazon ext.)              |                                    | Slovaquie     | 4 |                                   |                                   |  |  |                                  |                                  |  |  | Bratislava, Slovaquie* (dur int.) | Bratislava, Slovaquie* (dur int.) |
|  |                                             | Argentine (6)                      | 1             |   |                                   |                                   |  |  |                                  |                                  |  |  | Bratislava, Slovaquie* (dur int.) | Bratislava, Slovaquie* (dur int.) |
|  | Australie (4)                               | Argentine (6)                      | 1             | 5 |                                   |                                   |  |  |                                  |                                  |  |  | Bratislava, Slovaquie* (dur int.) | Bratislava, Slovaquie* (dur int.) |
|  | Australie (4)                               | Split, Croatie* (moquette int.)    |               | 5 |                                   |                                   |  |  |                                  |                                  |  |  | Bratislava, Slovaquie* (dur int.) | Bratislava, Slovaquie* (dur int.) |
|  | Autriche                                    | 0                                  |               |   |                                   |                                   |  |  |                                  |                                  |  |  | Bratislava, Slovaquie* (dur int.) | Bratislava, Slovaquie* (dur int.) |
|  | Autriche                                    | 0                                  | Australie (4) | 1 |                                   |                                   |  |  |                                  |                                  |  |  | Bratislava, Slovaquie* (dur int.) | Bratislava, Slovaquie* (dur int.) |
|  | Buenos Aires, Argentine (terre battue ext.) |                                    | Australie (4) | 1 |                                   |                                   |  |  |                                  |                                  |  |  | Bratislava, Slovaquie* (dur int.) | Bratislava, Slovaquie* (dur int.) |
|  |                                             | Argentine (6)                      | 4             |   |                                   |                                   |  |  |                                  |                                  |  |  | Bratislava, Slovaquie* (dur int.) | Bratislava, Slovaquie* (dur int.) |
|  | Argentine (6)                               | Argentine (6)                      | 4             | 5 |                                   |                                   |  |  |                                  |                                  |  |  | Bratislava, Slovaquie* (dur int.) | Bratislava, Slovaquie* (dur int.) |
|  | Argentine (6)                               | Moscou, Russie (terre battue int.) |               | 5 |                                   |                                   |  |  |                                  |                                  |  |  | Bratislava, Slovaquie* (dur int.) | Bratislava, Slovaquie* (dur int.) |
|  | Tchéquie                                    | 0                                  |               |   |                                   |                                   |  |  |                                  |                                  |  |  | Bratislava, Slovaquie* (dur int.) | Bratislava, Slovaquie* (dur int.) |
|  | Tchéquie                                    | 0                                  | Slovaquie     | 2 |                                   |                                   |  |  |                                  |                                  |  |  |                                   |                                   |
|  | Moscou, Russie (moquette int.)              |                                    | Slovaquie     | 2 |                                   |                                   |  |  |                                  |                                  |  |  |                                   |                                   |
|  |                                             | Croatie                            | 3             |   |                                   |                                   |  |  |                                  |                                  |  |  |                                   |                                   |
|  | Russie (5)                                  | Croatie                            | 3             | 4 |                                   |                                   |  |  |                                  |                                  |  |  |                                   |                                   |
|  | Russie (5)                                  |                                    |               | 4 |                                   |                                   |  |  |                                  |                                  |  |  |                                   |                                   |
|  | Chili                                       | 1                                  |               |   |                                   |                                   |  |  |                                  |                                  |  |  |                                   |                                   |
|  | Chili                                       | 1                                  | Russie (5)    | 3 |                                   |                                   |  |  |                                  |                                  |  |  |                                   |                                   |
|  | Strasbourg, France (terre battue int.)      |                                    | Russie (5)    | 3 |                                   |                                   |  |  |                                  |                                  |  |  |                                   |                                   |
|  |                                             | France (3)                         | 2             |   |                                   |                                   |  |  |                                  |                                  |  |  |                                   |                                   |
|  | France (3)                                  | France (3)                         | 2             | 3 |                                   |                                   |  |  |                                  |                                  |  |  |                                   |                                   |
|  | France (3)                                  | Split, Croatie (moquette int.)     |               | 3 |                                   |                                   |  |  |                                  |                                  |  |  |                                   |                                   |
|  | Suède                                       | 2                                  |               |   |                                   |                                   |  |  |                                  |                                  |  |  |                                   |                                   |
|  | Suède                                       | 2                                  | Russie (5)    | 2 |                                   |                                   |  |  |                                  |                                  |  |  |                                   |                                   |
|  | Brașov, Roumanie* (terre battue int.)       |                                    | Russie (5)    | 2 |                                   |                                   |  |  |                                  |                                  |  |  |                                   |                                   |
|  |                                             | Croatie                            | 3             |   |                                   |                                   |  |  |                                  |                                  |  |  |                                   |                                   |
|  | Roumanie                                    | Croatie                            | 3             | 3 |                                   |                                   |  |  |                                  |                                  |  |  |                                   |                                   |
|  | Roumanie                                    |                                    |               | 3 |                                   |                                   |  |  |                                  |                                  |  |  |                                   |                                   |
|  | Biélorussie (8)                             | 2                                  |               |   |                                   |                                   |  |  |                                  |                                  |  |  |                                   |                                   |
|  | Biélorussie (8)                             | 2                                  | Roumanie      | 1 |                                   |                                   |  |  |                                  |                                  |  |  |                                   |                                   |
|  | Los Angeles, CA, États-Unis (dur ext.)      |                                    | Roumanie      | 1 |                                   |                                   |  |  |                                  |                                  |  |  |                                   |                                   |
|  |                                             | Croatie                            | 4             |   |                                   |                                   |  |  |                                  |                                  |  |  |                                   |                                   |
|  | États-Unis (2)                              | Croatie                            | 4             | 2 |                                   |                                   |  |  |                                  |                                  |  |  |                                   |                                   |
|  | États-Unis (2)                              |                                    |               | 2 |                                   |                                   |  |  |                                  |                                  |  |  |                                   |                                   |
|  | Croatie                                     | 3                                  |               |   |                                   |                                   |  |  |                                  |                                  |  |  |                                   |                                   |
|  | Croatie                                     | 3                                  |               |   |                                   |                                   |  |  |                                  |                                  |  |  |                                   |                                   |

* les équipes qui se rencontrent pour la 1re fois dans l'histoire de la compétition tirent au sort la nation qui reçoit.

#### Matchs détaillés

##### Huitièmes de finale
| | Slovaquie | 4                            | -  | 1  | Espagne |   |  |
| --- | --------- | ---------------------------- | -- | -- | ------- | - |  |
| Sibamac Arena, Bratislava, Slovaquie |           |                              |    |    |         |   |  |
| du 4 au 6 mars 2005 sur dur (int.) |           |                              |    |    |         |   |  |
| \| 1 \| \| Karol Beck \| 6 \| 7 \| 6 \| \| \| \| 1 \| \| Feliciano López \| 4 \| 5 \| 3 \| \| \| \| 2 \| \| Dominik Hrbatý \| 6 \| 6 \| 67 \| 6 \| \| \| 2 \| \| Fernando Verdasco \| 3 \| 4 \| 7 \| 3 \| \| \| 3 \| \| Karol Beck - Michal Mertiňák \| 7 \| 6 \| 7 \| \| \| \| 3 \| \| Albert Costa - Rafael Nadal \| 63 \| 4 \| 68 \| \| \| \| \| \| \| \| \| \| \| \| \| 4 \| \| Michal Mertiňák \| 6 \| 63 \| 6 \| \| \| \| 4 \| \| Feliciano López \| 0 \| 7 \| 4 \| \| \| \| \| \| \| \| \| \| \| \| \| 5 \| \| Kamil Čapkovič \| 2 \| 2 \| \| \| \| \| 5 \| \| Fernando Verdasco \| 6 \| 6 \| \| \| \| \| \| \| \| \| \| \| \| \| |           |                              |    |    |         |   |  |
| 1 |           | Karol Beck                   | 6  | 7  | 6       |   |  |
| 1 |           | Feliciano López              | 4  | 5  | 3       |   |  |
| 2 |           | Dominik Hrbatý               | 6  | 6  | 67      | 6 |  |
| 2 |           | Fernando Verdasco            | 3  | 4  | 7       | 3 |  |
| 3 |           | Karol Beck - Michal Mertiňák | 7  | 6  | 7       |   |  |
| 3 |           | Albert Costa - Rafael Nadal  | 63 | 4  | 68      |   |  |
| |           |                              |    |    |         |   |  |
| 4 |           | Michal Mertiňák              | 6  | 63 | 6       |   |  |
| 4 |           | Feliciano López              | 0  | 7  | 4       |   |  |
| |           |                              |    |    |         |   |  |
| 5 |           | Kamil Čapkovič               | 2  | 2  |         |   |  |
| 5 |           | Fernando Verdasco            | 6  | 6  |         |   |  |
| |           |                              |    |    |         |   |  |

| 1 |  | Karol Beck                   | 6  | 7  | 6  |   |  |
| 1 |  | Feliciano López              | 4  | 5  | 3  |   |  |
| 2 |  | Dominik Hrbatý               | 6  | 6  | 67 | 6 |  |
| 2 |  | Fernando Verdasco            | 3  | 4  | 7  | 3 |  |
| 3 |  | Karol Beck - Michal Mertiňák | 7  | 6  | 7  |   |  |
| 3 |  | Albert Costa - Rafael Nadal  | 63 | 4  | 68 |   |  |
|   |  |                              |    |    |    |   |  |
| 4 |  | Michal Mertiňák              | 6  | 63 | 6  |   |  |
| 4 |  | Feliciano López              | 0  | 7  | 4  |   |  |
|   |  |                              |    |    |    |   |  |
| 5 |  | Kamil Čapkovič               | 2  | 2  |    |   |  |
| 5 |  | Fernando Verdasco            | 6  | 6  |    |   |  |
|   |  |                              |    |    |    |   |  |

| | Suisse | 2                               | -   | 3   | Pays-Bas |   |   |
| --- | ------ | ------------------------------- | --- | --- | -------- | - | - |
| Expo Centre, Fribourg, Suisse |        |                                 |     |     |          |   |   |
| du 4 au 6 mars 2005 sur dur (int.) |        |                                 |     |     |          |   |   |
| \| 1 \| \| Marco Chiudinelli \| 64 \| 6 \| 3 \| 7 \| 2 \| \| 1 \| \| Sjeng Schalken \| 7 \| 4 \| 6 \| 5 \| 6 \| \| 2 \| \| Stanislas Wawrinka \| 612 \| 7 \| 67 \| 4 \| \| \| 2 \| \| Peter Wessels \| 7 \| 64 \| 7 \| 6 \| \| \| 3 \| \| Yves Allegro - George Bastl \| 5 \| 4 \| 7 \| 7 \| 9 \| \| 3 \| \| D. van Scheppingen - P. Wessels \| 7 \| 6 \| 65 \| 5 \| 7 \| \| \| \| \| \| \| \| \| \| \| 4 \| \| Stanislas Wawrinka \| 6 \| 2 \| 4 \| 6 \| 7 \| \| 4 \| \| Sjeng Schalken \| 1 \| 6 \| 6 \| 2 \| 9 \| \| \| \| \| \| \| \| \| \| \| 5 \| \| Marco Chiudinelli \| 4 \| \| \| \| \| \| 5 \| \| Peter Wessels \| 6 \| ab. \| \| \| \| \| \| \| \| \| \| \| \| \| |        |                                 |     |     |          |   |   |
| 1 |        | Marco Chiudinelli               | 64  | 6   | 3        | 7 | 2 |
| 1 |        | Sjeng Schalken                  | 7   | 4   | 6        | 5 | 6 |
| 2 |        | Stanislas Wawrinka              | 612 | 7   | 67       | 4 |   |
| 2 |        | Peter Wessels                   | 7   | 64  | 7        | 6 |   |
| 3 |        | Yves Allegro - George Bastl     | 5   | 4   | 7        | 7 | 9 |
| 3 |        | D. van Scheppingen - P. Wessels | 7   | 6   | 65       | 5 | 7 |
| |        |                                 |     |     |          |   |   |
| 4 |        | Stanislas Wawrinka              | 6   | 2   | 4        | 6 | 7 |
| 4 |        | Sjeng Schalken                  | 1   | 6   | 6        | 2 | 9 |
| |        |                                 |     |     |          |   |   |
| 5 |        | Marco Chiudinelli               | 4   |     |          |   |   |
| 5 |        | Peter Wessels                   | 6   | ab. |          |   |   |
| |        |                                 |     |     |          |   |   |

| 1 |  | Marco Chiudinelli               | 64  | 6   | 3  | 7 | 2 |
| 1 |  | Sjeng Schalken                  | 7   | 4   | 6  | 5 | 6 |
| 2 |  | Stanislas Wawrinka              | 612 | 7   | 67 | 4 |   |
| 2 |  | Peter Wessels                   | 7   | 64  | 7  | 6 |   |
| 3 |  | Yves Allegro - George Bastl     | 5   | 4   | 7  | 7 | 9 |
| 3 |  | D. van Scheppingen - P. Wessels | 7   | 6   | 65 | 5 | 7 |
|   |  |                                 |     |     |    |   |   |
| 4 |  | Stanislas Wawrinka              | 6   | 2   | 4  | 6 | 7 |
| 4 |  | Sjeng Schalken                  | 1   | 6   | 6  | 2 | 9 |
|   |  |                                 |     |     |    |   |   |
| 5 |  | Marco Chiudinelli               | 4   |     |    |   |   |
| 5 |  | Peter Wessels                   | 6   | ab. |    |   |   |
|   |  |                                 |     |     |    |   |   |

| | Australie | 5                             | -  | 0 | Autriche |   |   |
| --- | --------- | ----------------------------- | -- | - | -------- | - | - |
| Centre International de Tennis de Sydney, Australie |           |                               |    |   |          |   |   |
| du 4 au 6 mars 2005 sur gazon (ext.) |           |                               |    |   |          |   |   |
| \| 1 \| \| Lleyton Hewitt \| 6 \| 6 \| 6 \| \| \| \| 1 \| \| Alexander Peya \| 2 \| 3 \| 4 \| \| \| \| 2 \| \| Wayne Arthurs \| 7 \| 6 \| 6 \| \| \| \| 2 \| \| Jürgen Melzer \| 65 \| 2 \| 4 \| \| \| \| 3 \| \| W. Arthurs - T. Woodbridge \| 4 \| 6 \| 2 \| 6 \| 7 \| \| 3 \| \| Julian Knowle - Jürgen Melzer \| 6 \| 3 \| 6 \| 4 \| 5 \| \| \| \| \| \| \| \| \| \| \| 4 \| \| Todd Woodbridge \| 6 \| 4 \| 7 \| \| \| \| 4 \| \| Marco Mirnegg \| 3 \| 6 \| 5 \| \| \| \| \| \| \| \| \| \| \| \| \| 5 \| \| Chris Guccione \| 6 \| 6 \| \| \| \| \| 5 \| \| Alexander Peya \| 3 \| 4 \| \| \| \| \| \| \| \| \| \| \| \| \| |           |                               |    |   |          |   |   |
| 1 |           | Lleyton Hewitt                | 6  | 6 | 6        |   |   |
| 1 |           | Alexander Peya                | 2  | 3 | 4        |   |   |
| 2 |           | Wayne Arthurs                 | 7  | 6 | 6        |   |   |
| 2 |           | Jürgen Melzer                 | 65 | 2 | 4        |   |   |
| 3 |           | W. Arthurs - T. Woodbridge    | 4  | 6 | 2        | 6 | 7 |
| 3 |           | Julian Knowle - Jürgen Melzer | 6  | 3 | 6        | 4 | 5 |
| |           |                               |    |   |          |   |   |
| 4 |           | Todd Woodbridge               | 6  | 4 | 7        |   |   |
| 4 |           | Marco Mirnegg                 | 3  | 6 | 5        |   |   |
| |           |                               |    |   |          |   |   |
| 5 |           | Chris Guccione                | 6  | 6 |          |   |   |
| 5 |           | Alexander Peya                | 3  | 4 |          |   |   |
| |           |                               |    |   |          |   |   |

| 1 |  | Lleyton Hewitt                | 6  | 6 | 6 |   |   |
| 1 |  | Alexander Peya                | 2  | 3 | 4 |   |   |
| 2 |  | Wayne Arthurs                 | 7  | 6 | 6 |   |   |
| 2 |  | Jürgen Melzer                 | 65 | 2 | 4 |   |   |
| 3 |  | W. Arthurs - T. Woodbridge    | 4  | 6 | 2 | 6 | 7 |
| 3 |  | Julian Knowle - Jürgen Melzer | 6  | 3 | 6 | 4 | 5 |
|   |  |                               |    |   |   |   |   |
| 4 |  | Todd Woodbridge               | 6  | 4 | 7 |   |   |
| 4 |  | Marco Mirnegg                 | 3  | 6 | 5 |   |   |
|   |  |                               |    |   |   |   |   |
| 5 |  | Chris Guccione                | 6  | 6 |   |   |   |
| 5 |  | Alexander Peya                | 3  | 4 |   |   |   |
|   |  |                               |    |   |   |   |   |

| | Argentine | 5                        | - | 0 | Tchéquie |   |  |
| --- | --------- | ------------------------ | - | - | -------- | - |  |
| Buenos Aires Lawn Tennis Club, Buenos Aires, Argentine |           |                          |   |   |          |   |  |
| du 4 au 6 mars 2005 sur terre battue (ext.) |           |                          |   |   |          |   |  |
| \| 1 \| \| David Nalbandian \| 4 \| 6 \| 6 \| 6 \| \| \| 1 \| \| Jiří Novák \| 6 \| 2 \| 3 \| 4 \| \| \| 2 \| \| Guillermo Coria \| 6 \| 3 \| 6 \| 6 \| \| \| 2 \| \| Tomáš Berdych \| 3 \| 6 \| 0 \| 3 \| \| \| 3 \| \| G. Cañas - D. Nalbandian \| 6 \| 4 \| 6 \| 6 \| \| \| 3 \| \| Jan Hernych - Tomáš Zíb \| 3 \| 6 \| 1 \| 2 \| \| \| \| \| \| \| \| \| \| \| \| 4 \| \| Guillermo Coria \| 6 \| 6 \| \| \| \| \| 4 \| \| Jan Hernych \| 3 \| 0 \| \| \| \| \| \| \| \| \| \| \| \| \| \| 5 \| \| Agustín Calleri \| 6 \| 6 \| \| \| \| \| 5 \| \| Tomáš Zíb \| 2 \| 4 \| \| \| \| \| \| \| \| \| \| \| \| \| |           |                          |   |   |          |   |  |
| 1 |           | David Nalbandian         | 4 | 6 | 6        | 6 |  |
| 1 |           | Jiří Novák               | 6 | 2 | 3        | 4 |  |
| 2 |           | Guillermo Coria          | 6 | 3 | 6        | 6 |  |
| 2 |           | Tomáš Berdych            | 3 | 6 | 0        | 3 |  |
| 3 |           | G. Cañas - D. Nalbandian | 6 | 4 | 6        | 6 |  |
| 3 |           | Jan Hernych - Tomáš Zíb  | 3 | 6 | 1        | 2 |  |
| |           |                          |   |   |          |   |  |
| 4 |           | Guillermo Coria          | 6 | 6 |          |   |  |
| 4 |           | Jan Hernych              | 3 | 0 |          |   |  |
| |           |                          |   |   |          |   |  |
| 5 |           | Agustín Calleri          | 6 | 6 |          |   |  |
| 5 |           | Tomáš Zíb                | 2 | 4 |          |   |  |
| |           |                          |   |   |          |   |  |

| 1 |  | David Nalbandian         | 4 | 6 | 6 | 6 |  |
| 1 |  | Jiří Novák               | 6 | 2 | 3 | 4 |  |
| 2 |  | Guillermo Coria          | 6 | 3 | 6 | 6 |  |
| 2 |  | Tomáš Berdych            | 3 | 6 | 0 | 3 |  |
| 3 |  | G. Cañas - D. Nalbandian | 6 | 4 | 6 | 6 |  |
| 3 |  | Jan Hernych - Tomáš Zíb  | 3 | 6 | 1 | 2 |  |
|   |  |                          |   |   |   |   |  |
| 4 |  | Guillermo Coria          | 6 | 6 |   |   |  |
| 4 |  | Jan Hernych              | 3 | 0 |   |   |  |
|   |  |                          |   |   |   |   |  |
| 5 |  | Agustín Calleri          | 6 | 6 |   |   |  |
| 5 |  | Tomáš Zíb                | 2 | 4 |   |   |  |
|   |  |                          |   |   |   |   |  |

| | Russie | 4                                 | -  | 1  | Chili |    |   |
| --- | ------ | --------------------------------- | -- | -- | ----- | -- | - |
| Stade Olympique de Moscou, Russie |        |                                   |    |    |       |    |   |
| du 4 au 6 mars 2005 sur moquette (int.) |        |                                   |    |    |       |    |   |
| \| 1 \| \| Mikhail Youzhny \| 64 \| 7 \| 3 \| 64 \| \| \| 1 \| \| Fernando González \| 7 \| 5 \| 6 \| 7 \| \| \| 2 \| \| Marat Safin \| 6 \| 3 \| 6 \| 7 \| \| \| 2 \| \| Adrián García \| 1 \| 6 \| 3 \| 64 \| \| \| 3 \| \| Marat Safin - Mikhail Youzhny \| 6 \| 6 \| 6 \| \| \| \| 3 \| \| Adrián García - Fernando González \| 3 \| 4 \| 3 \| \| \| \| \| \| \| \| \| \| \| \| \| 4 \| \| Marat Safin \| 7 \| 7 \| 1 \| 63 \| 6 \| \| 4 \| \| Fernando González \| 64 \| 65 \| 6 \| 7 \| 4 \| \| \| \| \| \| \| \| \| \| \| 5 \| \| Nikolay Davydenko \| 6 \| 6 \| \| \| \| \| 5 \| \| Paul Capdeville \| 2 \| 1 \| \| \| \| \| \| \| \| \| \| \| \| \| |        |                                   |    |    |       |    |   |
| 1 |        | Mikhail Youzhny                   | 64 | 7  | 3     | 64 |   |
| 1 |        | Fernando González                 | 7  | 5  | 6     | 7  |   |
| 2 |        | Marat Safin                       | 6  | 3  | 6     | 7  |   |
| 2 |        | Adrián García                     | 1  | 6  | 3     | 64 |   |
| 3 |        | Marat Safin - Mikhail Youzhny     | 6  | 6  | 6     |    |   |
| 3 |        | Adrián García - Fernando González | 3  | 4  | 3     |    |   |
| |        |                                   |    |    |       |    |   |
| 4 |        | Marat Safin                       | 7  | 7  | 1     | 63 | 6 |
| 4 |        | Fernando González                 | 64 | 65 | 6     | 7  | 4 |
| |        |                                   |    |    |       |    |   |
| 5 |        | Nikolay Davydenko                 | 6  | 6  |       |    |   |
| 5 |        | Paul Capdeville                   | 2  | 1  |       |    |   |
| |        |                                   |    |    |       |    |   |

| 1 |  | Mikhail Youzhny                   | 64 | 7  | 3 | 64 |   |
| 1 |  | Fernando González                 | 7  | 5  | 6 | 7  |   |
| 2 |  | Marat Safin                       | 6  | 3  | 6 | 7  |   |
| 2 |  | Adrián García                     | 1  | 6  | 3 | 64 |   |
| 3 |  | Marat Safin - Mikhail Youzhny     | 6  | 6  | 6 |    |   |
| 3 |  | Adrián García - Fernando González | 3  | 4  | 3 |    |   |
|   |  |                                   |    |    |   |    |   |
| 4 |  | Marat Safin                       | 7  | 7  | 1 | 63 | 6 |
| 4 |  | Fernando González                 | 64 | 65 | 6 | 7  | 4 |
|   |  |                                   |    |    |   |    |   |
| 5 |  | Nikolay Davydenko                 | 6  | 6  |   |    |   |
| 5 |  | Paul Capdeville                   | 2  | 1  |   |    |   |
|   |  |                                   |    |    |   |    |   |

| | France | 3                               | -  | 2 | Suède |   |  |
| --- | ------ | ------------------------------- | -- | - | ----- | - |  |
| Rhénus Sport, Strasbourg, France |        |                                 |    |   |       |   |  |
| du 4 au 6 mars 2005 sur terre battue (int.) |        |                                 |    |   |       |   |  |
| \| 1 \| \| Paul-Henri Mathieu \| 6 \| 6 \| 6 \| \| \| \| 1 \| \| Joachim Johansson \| 3 \| 4 \| 2 \| \| \| \| 2 \| \| Sébastien Grosjean \| 4 \| 4 \| 61 \| \| \| \| 2 \| \| Thomas Johansson \| 6 \| 6 \| 7 \| \| \| \| 3 \| \| Arnaud Clément - Michaël Llodra \| 7 \| 6 \| 64 \| 6 \| \| \| 3 \| \| Simon Aspelin - Jonas Björkman \| 65 \| 4 \| 7 \| 4 \| \| \| \| \| \| \| \| \| \| \| \| 4 \| \| Sébastien Grosjean \| 6 \| 1 \| 4 \| 1 \| \| \| 4 \| \| Joachim Johansson \| 3 \| 6 \| 6 \| 6 \| \| \| \| \| \| \| \| \| \| \| \| 5 \| \| Paul-Henri Mathieu \| 6 \| 6 \| 64 \| 6 \| \| \| 5 \| \| Thomas Johansson \| 1 \| 4 \| 7 \| 4 \| \| \| \| \| \| \| \| \| \| \| |        |                                 |    |   |       |   |  |
| 1 |        | Paul-Henri Mathieu              | 6  | 6 | 6     |   |  |
| 1 |        | Joachim Johansson               | 3  | 4 | 2     |   |  |
| 2 |        | Sébastien Grosjean              | 4  | 4 | 61    |   |  |
| 2 |        | Thomas Johansson                | 6  | 6 | 7     |   |  |
| 3 |        | Arnaud Clément - Michaël Llodra | 7  | 6 | 64    | 6 |  |
| 3 |        | Simon Aspelin - Jonas Björkman  | 65 | 4 | 7     | 4 |  |
| |        |                                 |    |   |       |   |  |
| 4 |        | Sébastien Grosjean              | 6  | 1 | 4     | 1 |  |
| 4 |        | Joachim Johansson               | 3  | 6 | 6     | 6 |  |
| |        |                                 |    |   |       |   |  |
| 5 |        | Paul-Henri Mathieu              | 6  | 6 | 64    | 6 |  |
| 5 |        | Thomas Johansson                | 1  | 4 | 7     | 4 |  |
| |        |                                 |    |   |       |   |  |

| 1 |  | Paul-Henri Mathieu              | 6  | 6 | 6  |   |  |
| 1 |  | Joachim Johansson               | 3  | 4 | 2  |   |  |
| 2 |  | Sébastien Grosjean              | 4  | 4 | 61 |   |  |
| 2 |  | Thomas Johansson                | 6  | 6 | 7  |   |  |
| 3 |  | Arnaud Clément - Michaël Llodra | 7  | 6 | 64 | 6 |  |
| 3 |  | Simon Aspelin - Jonas Björkman  | 65 | 4 | 7  | 4 |  |
|   |  |                                 |    |   |    |   |  |
| 4 |  | Sébastien Grosjean              | 6  | 1 | 4  | 1 |  |
| 4 |  | Joachim Johansson               | 3  | 6 | 6  | 6 |  |
|   |  |                                 |    |   |    |   |  |
| 5 |  | Paul-Henri Mathieu              | 6  | 6 | 64 | 6 |  |
| 5 |  | Thomas Johansson                | 1  | 4 | 7  | 4 |  |
|   |  |                                 |    |   |    |   |  |

| | Roumanie | 3                               | -  | 2  | Biélorussie |   |  |
| --- | -------- | ------------------------------- | -- | -- | ----------- | - |  |
| Sala Sporturilor, Brașov, Roumanie |          |                                 |    |    |             |   |  |
| du 4 au 6 mars 2005 sur terre battue (int.) |          |                                 |    |    |             |   |  |
| \| 1 \| \| Victor Hănescu \| 6 \| 4 \| 6 \| 4 \| \| \| 1 \| \| Max Mirnyi \| 7 \| 6 \| 3 \| 6 \| \| \| 2 \| \| Andrei Pavel \| 6 \| 7 \| 7 \| \| \| \| 2 \| \| Vladimir Voltchkov \| 4 \| 62 \| 62 \| \| \| \| 3 \| \| Andrei Pavel - Gabriel Trifu \| 63 \| 3 \| 4 \| \| \| \| 3 \| \| Max Mirnyi - Vladimir Voltchkov \| 7 \| 6 \| 6 \| \| \| \| \| \| \| \| \| \| \| \| \| 4 \| \| Andrei Pavel \| 6 \| 7 \| 4 \| 6 \| \| \| 4 \| \| Max Mirnyi \| 1 \| 6 \| 60 \| 3 \| \| \| \| \| \| \| \| \| \| \| \| 5 \| \| Victor Hănescu \| 7 \| 6 \| 7 \| \| \| \| 5 \| \| Vladimir Voltchkov \| 62 \| 4 \| 6 \| \| \| \| \| \| \| \| \| \| \| \| |          |                                 |    |    |             |   |  |
| 1 |          | Victor Hănescu                  | 6  | 4  | 6           | 4 |  |
| 1 |          | Max Mirnyi                      | 7  | 6  | 3           | 6 |  |
| 2 |          | Andrei Pavel                    | 6  | 7  | 7           |   |  |
| 2 |          | Vladimir Voltchkov              | 4  | 62 | 62          |   |  |
| 3 |          | Andrei Pavel - Gabriel Trifu    | 63 | 3  | 4           |   |  |
| 3 |          | Max Mirnyi - Vladimir Voltchkov | 7  | 6  | 6           |   |  |
| |          |                                 |    |    |             |   |  |
| 4 |          | Andrei Pavel                    | 6  | 7  | 4           | 6 |  |
| 4 |          | Max Mirnyi                      | 1  | 6  | 60          | 3 |  |
| |          |                                 |    |    |             |   |  |
| 5 |          | Victor Hănescu                  | 7  | 6  | 7           |   |  |
| 5 |          | Vladimir Voltchkov              | 62 | 4  | 6           |   |  |
| |          |                                 |    |    |             |   |  |

| 1 |  | Victor Hănescu                  | 6  | 4  | 6  | 4 |  |
| 1 |  | Max Mirnyi                      | 7  | 6  | 3  | 6 |  |
| 2 |  | Andrei Pavel                    | 6  | 7  | 7  |   |  |
| 2 |  | Vladimir Voltchkov              | 4  | 62 | 62 |   |  |
| 3 |  | Andrei Pavel - Gabriel Trifu    | 63 | 3  | 4  |   |  |
| 3 |  | Max Mirnyi - Vladimir Voltchkov | 7  | 6  | 6  |   |  |
|   |  |                                 |    |    |    |   |  |
| 4 |  | Andrei Pavel                    | 6  | 7  | 4  | 6 |  |
| 4 |  | Max Mirnyi                      | 1  | 6  | 60 | 3 |  |
|   |  |                                 |    |    |    |   |  |
| 5 |  | Victor Hănescu                  | 7  | 6  | 7  |   |  |
| 5 |  | Vladimir Voltchkov              | 62 | 4  | 6  |   |  |
|   |  |                                 |    |    |    |   |  |

| | États-Unis | 2                           | - | 3  | Croatie |    |   |
| --- | ---------- | --------------------------- | - | -- | ------- | -- | - |
| The Home Deport Center, Los Angeles, CA, États-Unis |            |                             |   |    |         |    |   |
| du 4 au 6 mars 2005 sur dur (ext.) |            |                             |   |    |         |    |   |
| \| 1 \| \| Andre Agassi \| 3 \| 60 \| 3 \| \| \| \| 1 \| \| Ivan Ljubičić \| 6 \| 7 \| 6 \| \| \| \| 2 \| \| Andy Roddick \| 4 \| 6 \| 6 \| 6 \| \| \| 2 \| \| Mario Ančić \| 6 \| 2 \| 1 \| 4 \| \| \| 3 \| \| Bob Bryan - Mike Bryan \| 6 \| 68 \| 4 \| 4 \| \| \| 3 \| \| Mario Ančić - Ivan Ljubičić \| 3 \| 7 \| 6 \| 6 \| \| \| \| \| \| \| \| \| \| \| \| 4 \| \| Andy Roddick \| 6 \| 3 \| 611 \| 7 \| 2 \| \| 4 \| \| Ivan Ljubičić \| 4 \| 6 \| 7 \| 67 \| 6 \| \| \| \| \| \| \| \| \| \| \| 5 \| \| Bob Bryan \| 6 \| 3 \| 6 \| \| \| \| 5 \| \| Roko Karanušić \| 2 \| 6 \| 1 \| \| \| \| \| \| \| \| \| \| \| \| |            |                             |   |    |         |    |   |
| 1 |            | Andre Agassi                | 3 | 60 | 3       |    |   |
| 1 |            | Ivan Ljubičić               | 6 | 7  | 6       |    |   |
| 2 |            | Andy Roddick                | 4 | 6  | 6       | 6  |   |
| 2 |            | Mario Ančić                 | 6 | 2  | 1       | 4  |   |
| 3 |            | Bob Bryan - Mike Bryan      | 6 | 68 | 4       | 4  |   |
| 3 |            | Mario Ančić - Ivan Ljubičić | 3 | 7  | 6       | 6  |   |
| |            |                             |   |    |         |    |   |
| 4 |            | Andy Roddick                | 6 | 3  | 611     | 7  | 2 |
| 4 |            | Ivan Ljubičić               | 4 | 6  | 7       | 67 | 6 |
| |            |                             |   |    |         |    |   |
| 5 |            | Bob Bryan                   | 6 | 3  | 6       |    |   |
| 5 |            | Roko Karanušić              | 2 | 6  | 1       |    |   |
| |            |                             |   |    |         |    |   |

| 1 |  | Andre Agassi                | 3 | 60 | 3   |    |   |
| 1 |  | Ivan Ljubičić               | 6 | 7  | 6   |    |   |
| 2 |  | Andy Roddick                | 4 | 6  | 6   | 6  |   |
| 2 |  | Mario Ančić                 | 6 | 2  | 1   | 4  |   |
| 3 |  | Bob Bryan - Mike Bryan      | 6 | 68 | 4   | 4  |   |
| 3 |  | Mario Ančić - Ivan Ljubičić | 3 | 7  | 6   | 6  |   |
|   |  |                             |   |    |     |    |   |
| 4 |  | Andy Roddick                | 6 | 3  | 611 | 7  | 2 |
| 4 |  | Ivan Ljubičić               | 4 | 6  | 7   | 67 | 6 |
|   |  |                             |   |    |     |    |   |
| 5 |  | Bob Bryan                   | 6 | 3  | 6   |    |   |
| 5 |  | Roko Karanušić              | 2 | 6  | 1   |    |   |
|   |  |                             |   |    |     |    |   |

##### Quarts de finale
| | Slovaquie | 4                             | -  | 1 | Pays-Bas |     |   |
| --- | --------- | ----------------------------- | -- | - | -------- | --- | - |
| Sibamac Arena, Bratislava, Slovaquie |           |                               |    |   |          |     |   |
| du 15 au 17 juillet 2005 sur dur (int.) |           |                               |    |   |          |     |   |
| \| 1 \| \| Dominik Hrbatý \| 6 \| 5 \| 6 \| 6 \| \| \| 1 \| \| Raemon Sluiter \| 1 \| 7 \| 4 \| 3 \| \| \| 2 \| \| Karol Beck \| 7 \| 5 \| 7 \| 4 \| 2 \| \| 2 \| \| Peter Wessels \| 65 \| 7 \| 63 \| 6 \| 6 \| \| 3 \| \| Karol Beck - Michal Mertiňák \| 5 \| 6 \| 6 \| 7 \| \| \| 3 \| \| P. Haarhuis - M. van Gemerden \| 7 \| 3 \| 4 \| 5 \| \| \| \| \| \| \| \| \| \| \| \| 4 \| \| Dominik Hrbatý \| 6 \| 6 \| 3 \| \| \| \| 4 \| \| Peter Wessels \| 3 \| 1 \| 0 \| ab. \| \| \| \| \| \| \| \| \| \| \| \| 5 \| \| Michal Mertiňák \| 4 \| 6 \| 6 \| \| \| \| 5 \| \| Melle van Gemerden \| 6 \| 3 \| 4 \| \| \| \| \| \| \| \| \| \| \| \| |           |                               |    |   |          |     |   |
| 1 |           | Dominik Hrbatý                | 6  | 5 | 6        | 6   |   |
| 1 |           | Raemon Sluiter                | 1  | 7 | 4        | 3   |   |
| 2 |           | Karol Beck                    | 7  | 5 | 7        | 4   | 2 |
| 2 |           | Peter Wessels                 | 65 | 7 | 63       | 6   | 6 |
| 3 |           | Karol Beck - Michal Mertiňák  | 5  | 6 | 6        | 7   |   |
| 3 |           | P. Haarhuis - M. van Gemerden | 7  | 3 | 4        | 5   |   |
| |           |                               |    |   |          |     |   |
| 4 |           | Dominik Hrbatý                | 6  | 6 | 3        |     |   |
| 4 |           | Peter Wessels                 | 3  | 1 | 0        | ab. |   |
| |           |                               |    |   |          |     |   |
| 5 |           | Michal Mertiňák               | 4  | 6 | 6        |     |   |
| 5 |           | Melle van Gemerden            | 6  | 3 | 4        |     |   |
| |           |                               |    |   |          |     |   |

| 1 |  | Dominik Hrbatý                | 6  | 5 | 6  | 6   |   |
| 1 |  | Raemon Sluiter                | 1  | 7 | 4  | 3   |   |
| 2 |  | Karol Beck                    | 7  | 5 | 7  | 4   | 2 |
| 2 |  | Peter Wessels                 | 65 | 7 | 63 | 6   | 6 |
| 3 |  | Karol Beck - Michal Mertiňák  | 5  | 6 | 6  | 7   |   |
| 3 |  | P. Haarhuis - M. van Gemerden | 7  | 3 | 4  | 5   |   |
|   |  |                               |    |   |    |     |   |
| 4 |  | Dominik Hrbatý                | 6  | 6 | 3  |     |   |
| 4 |  | Peter Wessels                 | 3  | 1 | 0  | ab. |   |
|   |  |                               |    |   |    |     |   |
| 5 |  | Michal Mertiňák               | 4  | 6 | 6  |     |   |
| 5 |  | Melle van Gemerden            | 6  | 3 | 4  |     |   |
|   |  |                               |    |   |    |     |   |

| | Australie | 1                              | -  | 4   | Argentine |   |  |
| --- | --------- | ------------------------------ | -- | --- | --------- | - |  |
| Centre International de Tennis de Sydney, Australie |           |                                |    |     |           |   |  |
| du 15 au 17 juillet 2005 sur gazon (ext.) |           |                                |    |     |           |   |  |
| \| 1 \| \| Lleyton Hewitt \| 7 \| 6 \| 1 \| 6 \| \| \| 1 \| \| Guillermo Coria \| 65 \| 1 \| 6 \| 2 \| \| \| 2 \| \| Wayne Arthurs \| 3 \| 68 \| 7 \| 2 \| \| \| 2 \| \| David Nalbandian \| 6 \| 7 \| 5 \| 6 \| \| \| 3 \| \| Wayne Arthurs - Lleyton Hewitt \| 6 \| 4 \| 3 \| \| \| \| 3 \| \| D. Nalbandian - M. Puerta \| 7 \| 6 \| 6 \| \| \| \| \| \| \| \| \| \| \| \| \| 4 \| \| Lleyton Hewitt \| 2 \| 4 \| 4 \| \| \| \| 4 \| \| David Nalbandian \| 6 \| 6 \| 6 \| \| \| \| \| \| \| \| \| \| \| \| \| 5 \| \| Peter Luczak \| 3 \| 611 \| \| \| \| \| 5 \| \| Guillermo Coria \| 6 \| 7 \| \| \| \| \| \| \| \| \| \| \| \| \| |           |                                |    |     |           |   |  |
| 1 |           | Lleyton Hewitt                 | 7  | 6   | 1         | 6 |  |
| 1 |           | Guillermo Coria                | 65 | 1   | 6         | 2 |  |
| 2 |           | Wayne Arthurs                  | 3  | 68  | 7         | 2 |  |
| 2 |           | David Nalbandian               | 6  | 7   | 5         | 6 |  |
| 3 |           | Wayne Arthurs - Lleyton Hewitt | 6  | 4   | 3         |   |  |
| 3 |           | D. Nalbandian - M. Puerta      | 7  | 6   | 6         |   |  |
| |           |                                |    |     |           |   |  |
| 4 |           | Lleyton Hewitt                 | 2  | 4   | 4         |   |  |
| 4 |           | David Nalbandian               | 6  | 6   | 6         |   |  |
| |           |                                |    |     |           |   |  |
| 5 |           | Peter Luczak                   | 3  | 611 |           |   |  |
| 5 |           | Guillermo Coria                | 6  | 7   |           |   |  |
| |           |                                |    |     |           |   |  |

| 1 |  | Lleyton Hewitt                 | 7  | 6   | 1 | 6 |  |
| 1 |  | Guillermo Coria                | 65 | 1   | 6 | 2 |  |
| 2 |  | Wayne Arthurs                  | 3  | 68  | 7 | 2 |  |
| 2 |  | David Nalbandian               | 6  | 7   | 5 | 6 |  |
| 3 |  | Wayne Arthurs - Lleyton Hewitt | 6  | 4   | 3 |   |  |
| 3 |  | D. Nalbandian - M. Puerta      | 7  | 6   | 6 |   |  |
|   |  |                                |    |     |   |   |  |
| 4 |  | Lleyton Hewitt                 | 2  | 4   | 4 |   |  |
| 4 |  | David Nalbandian               | 6  | 6   | 6 |   |  |
|   |  |                                |    |     |   |   |  |
| 5 |  | Peter Luczak                   | 3  | 611 |   |   |  |
| 5 |  | Guillermo Coria                | 6  | 7   |   |   |  |
|   |  |                                |    |     |   |   |  |

| | Russie | 3                               | - | 2 | France |   |  |
| --- | ------ | ------------------------------- | - | - | ------ | - |  |
| Stade Olympique de Moscou, Russie |        |                                 |   |   |        |   |  |
| du 15 au 17 juillet 2005 sur terre battue (int.) |        |                                 |   |   |        |   |  |
| \| 1 \| \| Igor Andreev \| 4 \| 3 \| 61 \| \| \| \| 1 \| \| Richard Gasquet \| 6 \| 6 \| 7 \| \| \| \| 2 \| \| Nikolay Davydenko \| 7 \| 6 \| 7 \| \| \| \| 2 \| \| Paul-Henri Mathieu \| 5 \| 2 \| 5 \| \| \| \| 3 \| \| Igor Andreev - Mikhail Youzhny \| 5 \| 4 \| 7 \| 2 \| \| \| 3 \| \| Arnaud Clément - Michaël Llodra \| 7 \| 6 \| 63 \| 6 \| \| \| \| \| \| \| \| \| \| \| \| 4 \| \| Nikolay Davydenko \| 6 \| 4 \| 6 \| 6 \| \| \| 4 \| \| Richard Gasquet \| 2 \| 6 \| 2 \| 1 \| \| \| \| \| \| \| \| \| \| \| \| 5 \| \| Igor Andreev \| 6 \| 6 \| 6 \| \| \| \| 5 \| \| Paul-Henri Mathieu \| 0 \| 2 \| 1 \| \| \| \| \| \| \| \| \| \| \| \| |        |                                 |   |   |        |   |  |
| 1 |        | Igor Andreev                    | 4 | 3 | 61     |   |  |
| 1 |        | Richard Gasquet                 | 6 | 6 | 7      |   |  |
| 2 |        | Nikolay Davydenko               | 7 | 6 | 7      |   |  |
| 2 |        | Paul-Henri Mathieu              | 5 | 2 | 5      |   |  |
| 3 |        | Igor Andreev - Mikhail Youzhny  | 5 | 4 | 7      | 2 |  |
| 3 |        | Arnaud Clément - Michaël Llodra | 7 | 6 | 63     | 6 |  |
| |        |                                 |   |   |        |   |  |
| 4 |        | Nikolay Davydenko               | 6 | 4 | 6      | 6 |  |
| 4 |        | Richard Gasquet                 | 2 | 6 | 2      | 1 |  |
| |        |                                 |   |   |        |   |  |
| 5 |        | Igor Andreev                    | 6 | 6 | 6      |   |  |
| 5 |        | Paul-Henri Mathieu              | 0 | 2 | 1      |   |  |
| |        |                                 |   |   |        |   |  |

| 1 |  | Igor Andreev                    | 4 | 3 | 61 |   |  |
| 1 |  | Richard Gasquet                 | 6 | 6 | 7  |   |  |
| 2 |  | Nikolay Davydenko               | 7 | 6 | 7  |   |  |
| 2 |  | Paul-Henri Mathieu              | 5 | 2 | 5  |   |  |
| 3 |  | Igor Andreev - Mikhail Youzhny  | 5 | 4 | 7  | 2 |  |
| 3 |  | Arnaud Clément - Michaël Llodra | 7 | 6 | 63 | 6 |  |
|   |  |                                 |   |   |    |   |  |
| 4 |  | Nikolay Davydenko               | 6 | 4 | 6  | 6 |  |
| 4 |  | Richard Gasquet                 | 2 | 6 | 2  | 1 |  |
|   |  |                                 |   |   |    |   |  |
| 5 |  | Igor Andreev                    | 6 | 6 | 6  |   |  |
| 5 |  | Paul-Henri Mathieu              | 0 | 2 | 1  |   |  |
|   |  |                                 |   |   |    |   |  |

| | Croatie | 4                            | -  | 1  | Roumanie |   |   |
| --- | ------- | ---------------------------- | -- | -- | -------- | - | - |
| Dvorana SC Gripe, Split, Croatie |         |                              |    |    |          |   |   |
| du 15 au 17 juillet 2005 sur moquette (int.) |         |                              |    |    |          |   |   |
| \| 1 \| \| Mario Ančić \| 6 \| 1 \| 6 \| 3 \| 4 \| \| 1 \| \| Andrei Pavel \| 1 \| 6 \| 4 \| 6 \| 6 \| \| 2 \| \| Ivan Ljubičić \| 6 \| 6 \| 7 \| \| \| \| 2 \| \| Victor Hănescu \| 3 \| 2 \| 63 \| \| \| \| 3 \| \| Mario Ančić - Ivan Ljubičić \| 5 \| 6 \| 69 \| 6 \| 6 \| \| 3 \| \| Andrei Pavel - Gabriel Trifu \| 7 \| 4 \| 7 \| 4 \| 4 \| \| \| \| \| \| \| \| \| \| \| 4 \| \| Ivan Ljubičić \| 6 \| 6 \| 6 \| \| \| \| 4 \| \| Andrei Pavel \| 3 \| 4 \| 3 \| \| \| \| \| \| \| \| \| \| \| \| \| 5 \| \| Mario Ančić \| 7 \| 7 \| \| \| \| \| 5 \| \| Victor Hănescu \| 63 \| 68 \| \| \| \| \| \| \| \| \| \| \| \| \| |         |                              |    |    |          |   |   |
| 1 |         | Mario Ančić                  | 6  | 1  | 6        | 3 | 4 |
| 1 |         | Andrei Pavel                 | 1  | 6  | 4        | 6 | 6 |
| 2 |         | Ivan Ljubičić                | 6  | 6  | 7        |   |   |
| 2 |         | Victor Hănescu               | 3  | 2  | 63       |   |   |
| 3 |         | Mario Ančić - Ivan Ljubičić  | 5  | 6  | 69       | 6 | 6 |
| 3 |         | Andrei Pavel - Gabriel Trifu | 7  | 4  | 7        | 4 | 4 |
| |         |                              |    |    |          |   |   |
| 4 |         | Ivan Ljubičić                | 6  | 6  | 6        |   |   |
| 4 |         | Andrei Pavel                 | 3  | 4  | 3        |   |   |
| |         |                              |    |    |          |   |   |
| 5 |         | Mario Ančić                  | 7  | 7  |          |   |   |
| 5 |         | Victor Hănescu               | 63 | 68 |          |   |   |
| |         |                              |    |    |          |   |   |

| 1 |  | Mario Ančić                  | 6  | 1  | 6  | 3 | 4 |
| 1 |  | Andrei Pavel                 | 1  | 6  | 4  | 6 | 6 |
| 2 |  | Ivan Ljubičić                | 6  | 6  | 7  |   |   |
| 2 |  | Victor Hănescu               | 3  | 2  | 63 |   |   |
| 3 |  | Mario Ančić - Ivan Ljubičić  | 5  | 6  | 69 | 6 | 6 |
| 3 |  | Andrei Pavel - Gabriel Trifu | 7  | 4  | 7  | 4 | 4 |
|   |  |                              |    |    |    |   |   |
| 4 |  | Ivan Ljubičić                | 6  | 6  | 6  |   |   |
| 4 |  | Andrei Pavel                 | 3  | 4  | 3  |   |   |
|   |  |                              |    |    |    |   |   |
| 5 |  | Mario Ančić                  | 7  | 7  |    |   |   |
| 5 |  | Victor Hănescu               | 63 | 68 |    |   |   |
|   |  |                              |    |    |    |   |   |

##### Demi-finales
| | Slovaquie | 4                                 | -  | 1 | Argentine |     |  |
| --- | --------- | --------------------------------- | -- | - | --------- | --- |  |
| Sibamac Arena, Bratislava, Slovaquie |           |                                   |    |   |           |     |  |
| du 23 au 25 septembre 2005 sur dur (int.) |           |                                   |    |   |           |     |  |
| \| 1 \| \| Karol Beck \| 7 \| 6 \| 6 \| \| \| \| 1 \| \| Guillermo Coria \| 5 \| 4 \| 4 \| \| \| \| 2 \| \| Dominik Hrbatý \| 6 \| 5 \| 5 \| 3 \| \| \| 2 \| \| David Nalbandian \| 3 \| 7 \| 7 \| 6 \| \| \| 3 \| \| Karol Beck - Michal Mertiňák \| 7 \| 7 \| 7 \| \| \| \| 3 \| \| David Nalbandian - Mariano Puerta \| 65 \| 5 \| 65 \| \| \| \| \| \| \| \| \| \| \| \| \| 4 \| \| Dominik Hrbatý \| 7 \| 6 \| 6 \| \| \| \| 4 \| \| Guillermo Coria \| 62 \| 2 \| 3 \| \| \| \| \| \| \| \| \| \| \| \| \| 5 \| \| Karol Kučera \| 4 \| 6 \| 2 \| \| \| \| 5 \| \| Mariano Puerta \| 6 \| 3 \| 1 \| ab. \| \| \| \| \| \| \| \| \| \| \| |           |                                   |    |   |           |     |  |
| 1 |           | Karol Beck                        | 7  | 6 | 6         |     |  |
| 1 |           | Guillermo Coria                   | 5  | 4 | 4         |     |  |
| 2 |           | Dominik Hrbatý                    | 6  | 5 | 5         | 3   |  |
| 2 |           | David Nalbandian                  | 3  | 7 | 7         | 6   |  |
| 3 |           | Karol Beck - Michal Mertiňák      | 7  | 7 | 7         |     |  |
| 3 |           | David Nalbandian - Mariano Puerta | 65 | 5 | 65        |     |  |
| |           |                                   |    |   |           |     |  |
| 4 |           | Dominik Hrbatý                    | 7  | 6 | 6         |     |  |
| 4 |           | Guillermo Coria                   | 62 | 2 | 3         |     |  |
| |           |                                   |    |   |           |     |  |
| 5 |           | Karol Kučera                      | 4  | 6 | 2         |     |  |
| 5 |           | Mariano Puerta                    | 6  | 3 | 1         | ab. |  |
| |           |                                   |    |   |           |     |  |

| 1 |  | Karol Beck                        | 7  | 6 | 6  |     |  |
| 1 |  | Guillermo Coria                   | 5  | 4 | 4  |     |  |
| 2 |  | Dominik Hrbatý                    | 6  | 5 | 5  | 3   |  |
| 2 |  | David Nalbandian                  | 3  | 7 | 7  | 6   |  |
| 3 |  | Karol Beck - Michal Mertiňák      | 7  | 7 | 7  |     |  |
| 3 |  | David Nalbandian - Mariano Puerta | 65 | 5 | 65 |     |  |
|   |  |                                   |    |   |    |     |  |
| 4 |  | Dominik Hrbatý                    | 7  | 6 | 6  |     |  |
| 4 |  | Guillermo Coria                   | 62 | 2 | 3  |     |  |
|   |  |                                   |    |   |    |     |  |
| 5 |  | Karol Kučera                      | 4  | 6 | 2  |     |  |
| 5 |  | Mariano Puerta                    | 6  | 3 | 1  | ab. |  |
|   |  |                                   |    |   |    |     |  |

| | Croatie | 3                                | - | 2 | Russie |   |   |
| --- | ------- | -------------------------------- | - | - | ------ | - | - |
| Dvorana SC Gripe, Split, Croatie |         |                                  |   |   |        |   |   |
| du 23 au 25 septembre 2005 sur moquette (int.) |         |                                  |   |   |        |   |   |
| \| 1 \| \| Mario Ančić \| 5 \| 4 \| 7 \| 4 \| \| \| 1 \| \| Nikolay Davydenko \| 7 \| 6 \| 5 \| 6 \| \| \| 2 \| \| Ivan Ljubičić \| 3 \| 6 \| 6 \| 4 \| 6 \| \| 2 \| \| Mikhail Youzhny \| 6 \| 3 \| 4 \| 6 \| 4 \| \| 3 \| \| Mario Ančić - Ivan Ljubičić \| 6 \| 4 \| 7 \| 3 \| 6 \| \| 3 \| \| Igor Andreev - Dmitri Toursounov \| 2 \| 6 \| 65 \| 6 \| 4 \| \| \| \| \| \| \| \| \| \| \| 4 \| \| Ivan Ljubičić \| 6 \| 7 \| 6 \| \| \| \| 4 \| \| Nikolay Davydenko \| 3 \| 6 \| 4 \| \| \| \| \| \| \| \| \| \| \| \| \| 5 \| \| Ivo Karlović \| 4 \| 4 \| \| \| \| \| 5 \| \| Dmitri Toursounov \| 6 \| 6 \| \| \| \| \| \| \| \| \| \| \| \| \| |         |                                  |   |   |        |   |   |
| 1 |         | Mario Ančić                      | 5 | 4 | 7      | 4 |   |
| 1 |         | Nikolay Davydenko                | 7 | 6 | 5      | 6 |   |
| 2 |         | Ivan Ljubičić                    | 3 | 6 | 6      | 4 | 6 |
| 2 |         | Mikhail Youzhny                  | 6 | 3 | 4      | 6 | 4 |
| 3 |         | Mario Ančić - Ivan Ljubičić      | 6 | 4 | 7      | 3 | 6 |
| 3 |         | Igor Andreev - Dmitri Toursounov | 2 | 6 | 65     | 6 | 4 |
| |         |                                  |   |   |        |   |   |
| 4 |         | Ivan Ljubičić                    | 6 | 7 | 6      |   |   |
| 4 |         | Nikolay Davydenko                | 3 | 6 | 4      |   |   |
| |         |                                  |   |   |        |   |   |
| 5 |         | Ivo Karlović                     | 4 | 4 |        |   |   |
| 5 |         | Dmitri Toursounov                | 6 | 6 |        |   |   |
| |         |                                  |   |   |        |   |   |

| 1 |  | Mario Ančić                      | 5 | 4 | 7  | 4 |   |
| 1 |  | Nikolay Davydenko                | 7 | 6 | 5  | 6 |   |
| 2 |  | Ivan Ljubičić                    | 3 | 6 | 6  | 4 | 6 |
| 2 |  | Mikhail Youzhny                  | 6 | 3 | 4  | 6 | 4 |
| 3 |  | Mario Ančić - Ivan Ljubičić      | 6 | 4 | 7  | 3 | 6 |
| 3 |  | Igor Andreev - Dmitri Toursounov | 2 | 6 | 65 | 6 | 4 |
|   |  |                                  |   |   |    |   |   |
| 4 |  | Ivan Ljubičić                    | 6 | 7 | 6  |   |   |
| 4 |  | Nikolay Davydenko                | 3 | 6 | 4  |   |   |
|   |  |                                  |   |   |    |   |   |
| 5 |  | Ivo Karlović                     | 4 | 4 |    |   |   |
| 5 |  | Dmitri Toursounov                | 6 | 6 |    |   |   |
|   |  |                                  |   |   |    |   |   |

##### Finale
La finale de la Coupe Davis 2005 se joue entre la Slovaquie et la Croatie.
| | Slovaquie | 2                                | -  | 3 | Croatie |   |   |
| --- | --------- | -------------------------------- | -- | - | ------- | - | - |
| Sibamac Arena, Bratislava, Slovaquie |           |                                  |    |   |         |   |   |
| du 2 au 4 décembre 2005 sur dur (int.) |           |                                  |    |   |         |   |   |
| \| 1 \| \| Karol Kučera \| 3 \| 4 \| 3 \| \| \| \| 1 \| \| Ivan Ljubičić \| 6 \| 6 \| 6 \| \| \| \| 2 \| \| Dominik Hrbatý \| 7 \| 6 \| 64 \| 6 \| \| \| 2 \| \| Mario Ančić \| 64 \| 4 \| 7 \| 4 \| \| \| 3 \| \| Dominik Hrbatý - Michal Mertiňák \| 65 \| 3 \| 65 \| \| \| \| 3 \| \| Mario Ančić - Ivan Ljubičić \| 7 \| 6 \| 7 \| \| \| \| \| \| \| \| \| \| \| \| \| 4 \| \| Dominik Hrbatý \| 4 \| 6 \| 6 \| 3 \| 6 \| \| 4 \| \| Ivan Ljubičić \| 6 \| 3 \| 4 \| 6 \| 4 \| \| \| \| \| \| \| \| \| \| \| 5 \| \| Michal Mertiňák \| 61 \| 3 \| 4 \| \| \| \| 5 \| \| Mario Ančić \| 7 \| 6 \| 6 \| \| \| \| \| \| \| \| \| \| \| \| |           |                                  |    |   |         |   |   |
| 1 |           | Karol Kučera                     | 3  | 4 | 3       |   |   |
| 1 |           | Ivan Ljubičić                    | 6  | 6 | 6       |   |   |
| 2 |           | Dominik Hrbatý                   | 7  | 6 | 64      | 6 |   |
| 2 |           | Mario Ančić                      | 64 | 4 | 7       | 4 |   |
| 3 |           | Dominik Hrbatý - Michal Mertiňák | 65 | 3 | 65      |   |   |
| 3 |           | Mario Ančić - Ivan Ljubičić      | 7  | 6 | 7       |   |   |
| |           |                                  |    |   |         |   |   |
| 4 |           | Dominik Hrbatý                   | 4  | 6 | 6       | 3 | 6 |
| 4 |           | Ivan Ljubičić                    | 6  | 3 | 4       | 6 | 4 |
| |           |                                  |    |   |         |   |   |
| 5 |           | Michal Mertiňák                  | 61 | 3 | 4       |   |   |
| 5 |           | Mario Ančić                      | 7  | 6 | 6       |   |   |
| |           |                                  |    |   |         |   |   |

### Barrages

#### Résumé
Pendant les barrages chaque nation ayant perdu au 1er tour du "Groupe Mondial" (GM) affronte un des vainqueurs des "Groupe I". Les nations victorieuses sont qualifiées pour le groupe mondial 2006. Les nations vaincues participent au "Groupe I" de leur zone géographique. Les barrages se déroulent en même temps que les demi-finales : du 23 au 25 septembre.
| Lieu            | Surface             | Hôtes         | Score | Visiteurs        |
| --------------- | ------------------- | ------------- | ----- | ---------------- |
| Pörtschach*     | dur (ext.)          | Autriche (GM) | 4 - 1 | Équateur         |
| Toronto*        | dur (ext.)          | Canada        | 2 - 3 | Biélorussie (GM) |
| Santiago*       | terre battue (ext.) | Chili (GM)    | 5 - 0 | Pakistan         |
| Liberec         | terre battue (int.) | Tchéquie (GM) | 2 - 3 | Allemagne        |
| Torre del Greco | terre battue (ext.) | Italie        | 2 - 3 | Espagne (GM)     |
| New Delhi       | gazon (ext.)        | Inde          | 1 - 3 | Suède (GM)       |
| Genève          | terre battue (int.) | Suisse (GM)   | 5 - 0 | Grande-Bretagne  |
| Louvain         | terre battue (int.) | Belgique      | 1 - 4 | États-Unis (GM)  |

* les équipes qui se rencontrent pour la 1re fois dans l'histoire de la compétition tirent au sort la nation qui reçoit.